# Kurt Wintgens

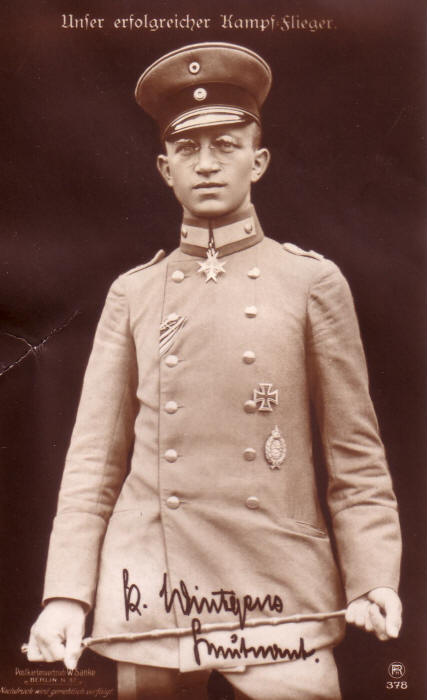
Kurt Wintgens

Kurt Wintgens (* 1. August 1894 in Neustadt in Oberschlesien; † 25. September 1916 bei Villers-Carbonnel) war ein deutscher Jagdflieger im Ersten Weltkrieg.

## Leben
Wintgens, dessen verstorbener Vater als Oberstleutnant gedient hatte, trat nach seinem Abitur 1913 als Fahnenjunker in das Telegraphen-Bataillon Nr. 2 der Preußischen Armee ein. Er besuchte die Kriegsschule in Hersfeld.
Er rückte mit Ausbruch des Ersten Weltkriegs als Leutnant und Zugführer an der Ostfront ins Feld und wurde mit dem Eisernen Kreuz II. Klasse ausgezeichnet. Wintgens, der Mitglied des Vereins für Luftfahrt war und Flugzeugmodelle konstruiert hatte, meldete sich bereits frühzeitig zur Fliegertruppe. Das gelang ihm erst 1915, als er zur Flugschule der AHG Fokker Aeroplanbau in Schwerin gelangte. Wintgens erhielt eine Ausnahmegenehmigung, die ihm als Brillenträger gestattete, unter seiner Schutzbrille eine Brille mit spezialgehärteten Gläsern zu tragen.

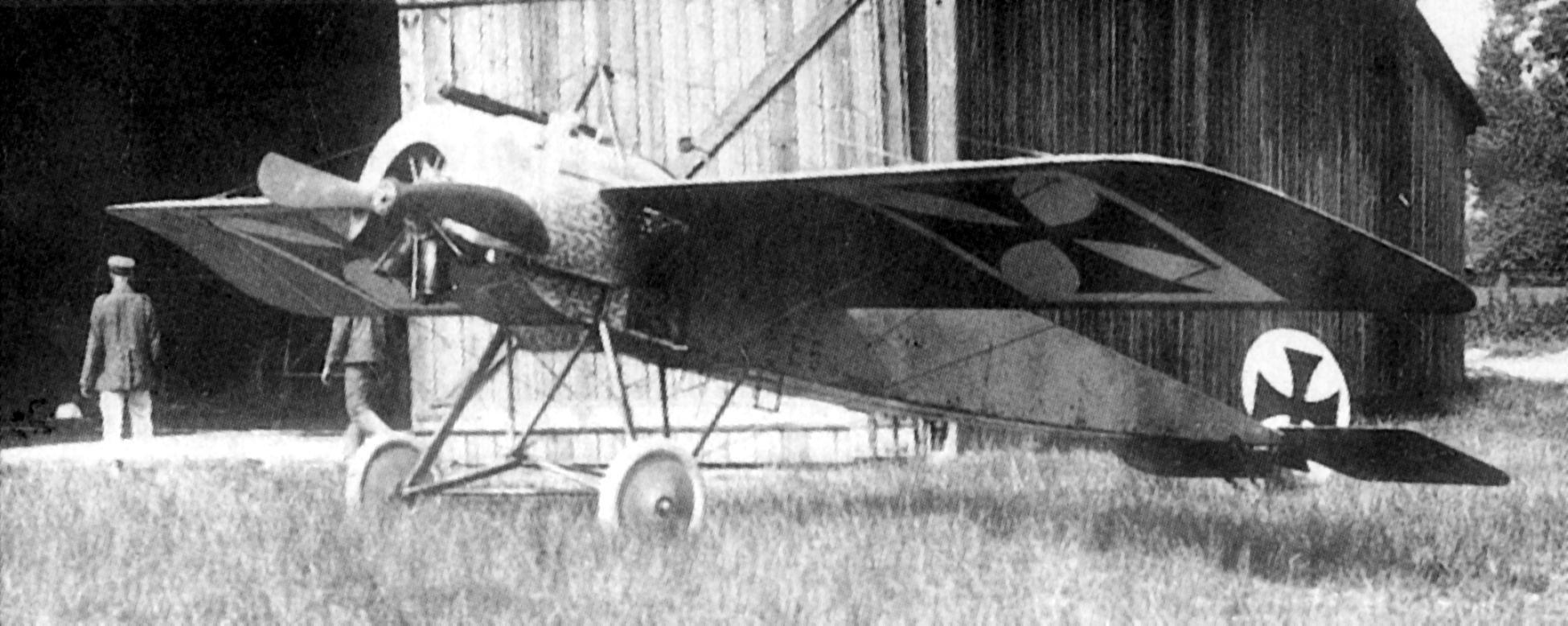
Fokker E.I von Kurt Wintgens, 1915

Anschließend kam er zur Fliegerabteilung 67, die an der Front in Lothringen eingesetzt war. Dort gelang ihm am 1. Juli 1915 als erstem Kampfflieger bei Lunéville der Abschuss eines feindlichen Flugzeuges mit dem neuen Jagdeinsitzer Fokker E.I, der dank synchronisiertem Maschinengewehr durch den Propellerkreis schießen konnte. Dem verwundeten französischen Piloten, Capitaine Paul du Peuty, und seinem Beobachter Sous-lieutenant de Boutiny gelang es jedoch, deren Morane-Saulnier-Parasol auf alliierter Seite zur Landung zu bringen, so dass Wintgens der Luftsieg nicht bestätigt wurde. 

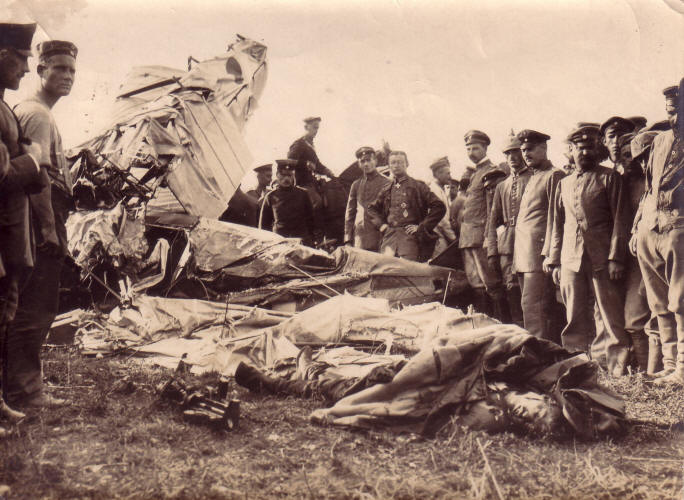
Wintgens mit abgeschossenem Flieger

Mitte Juli wurde Wintgens nach einem weiteren unbestätigten Luftsieg zur Feld-Flieger Abteilung 48 bei Mülhausen im Elsass versetzt, wo er seinen ersten bestätigten Luftsieg, erneut gegen einen Morane-Saulnier Schirmeindecker, erzielte. Später kam Wintgens zum Kampfeinsitzer-Kommando (KEK) Vaux, wo er als Kampfflieger weitere Luftsiege errang. Am 24. Juni 1916, Wintgens flog vermutlich eine Halberstadt D.II, schoss er die Nieuport 16 des amerikanischen Fliegers Victor Chapman, der als Kriegsfreiwilliger in der Escadrille La Fayette diente, ab und erzielte damit den ersten Luftsieg gegen einen amerikanischen Piloten. 
Wintgens, mit 14 anerkannten Luftsiegen der bis zu diesem Zeitpunkt nach Oswald Boelcke und Max Immelmann erfolgreichste deutsche Jagdflieger, wurde nach acht Luftsiegen am 1. Juli 1916 mit dem Orden Pour le Mérite ausgezeichnet und kam Ende August 1916 zu der ersten neuaufgestellten deutschen Jagdstaffel, der Jasta 1. 
Bei einem Einsatz am 25. September 1916, bei dem er auf einem veralteten Fokker Eindecker als Rottenflieger mit seinem Freund und Staffelkameraden Walter Höhndorf den Begleitschutz für deutsche Aufklärungsflugzeuge übernahm, wurde er gegen 11 Uhr vormittags über Villers-Carbonnal an der Somme vermutlich von Alfred Heurteaux’ SPAD S.VII der französischen Escadrille SPA.3 abgeschossen. 
Kurt Wintgens erzielte vermutlich 22 Luftsiege, von denen 19 offiziell bestätigt worden waren.

## Gedenken
Kurt Wintgens wurde unter Anteilnahme des Kommandierenden Generals und zahlreicher Fliegeroffiziere in St. Quentin bestattet. Über seinem Grab warfen Kampfflieger im Tiefflug Blumen ab und schossen mit MG-Salven einen Ehrensalut. Später wurde sein Leichnam exhumiert, nach Minden überführt und dort beigesetzt.
Die Junkers Ju 52/3m D-AQUI der Deutsche Lufthansa Berlin-Stiftung trägt zu seinem Gedenken den Namen „Kurt Wintgens“.